# Jaŭhen Cichancoŭ
Jaŭhen Paŭlavič Cichancoŭ (in bielorusso Яўген Паўлавіч Ціханцоў?; Homel', 4 novembre 1998) è un sollevatore bielorusso. Ha vinto la medaglia di bronzo della categoria 102 kg alle Olimpiadi di Parigi 2024.

## Palmarès
- Giochi olimpici

Parigi 2024: bronzo nei 102 kg.
- Mondiali

Pattaya 2019: oro nei 102 kg.
Riad 2023: bronzo nei 102 kg.
- Europei

Batumi 2019: oro nei 96 kg.
Sofia 2024: oro nei 102 kg.
Chișinău 2025: oro nei 102 kg.